# Rhabdomastix (Rhabdomastix) optata
Rhabdomastix (Rhabdomastix) optata is een tweevleugelige uit de familie steltmuggen (Limoniidae). De soort komt voor in het Australaziatisch gebied.